# Stray Cats (album)
Stray Cats è l'album di debutto dell'omonimo gruppo musicale di genere rockabilly, pubblicato dall'etichetta discografica Arista Records nel 1981.

## Tracce
1. Runaway Boys (Brian Setzer - James McDonnell) - 3:02
2. Fishnet Stockings (Brian Setzer) - 2:26
3. Ubangi Stomp (Charles Underwood) - 3:14
4. Jeanie, Jeanie, Jeanie (Chapman) - 2:20
5. Storm the Embassy (Brian Setzer - James McDonnell) - 4:03
6. Rock This Town (Brian Setzer - Dave Edmunds) - 3:26
7. Rumble in Brighton (Brian Setzer - James McDonnell) - 3:14
8. Stray Cat Strut (Brian Setzer) - 3:16
9. Crawl Up and Die (B.J. Feli) - 3:13
10. Double Talkin' Baby (Danny Wolfe) - 3:05
11. My One Desire (Dorsey Burnette) - 2:58
12. Wild Saxaphone (Brian Setzer) - 3:01

## Formazione
- Brian Setzer - voce, chitarra
- Lee Rocker - contrabbasso
- Slim Jim Phantom - batteria